# Критерій Кохрена

Критерій Кохрена — використовують для порівняння трьох і більше виборок однакового обсягу {\displaystyle n}.
Розходження між дисперсіями вважається випадковим при вибраному рівні значимості {\displaystyle p}, якщо:
{\displaystyle G<G_{1-p}(m,\;f),}
де {\displaystyle G_{1-p}(m,\;f)} — квантиль випадкової величини {\displaystyle G} при числі дисперсій {\displaystyle m} і числі степенів свободи {\displaystyle f=n-1}.